# Center Township (comté de Calhoun, Iowa)
Center Township est un township, du comté de Calhoun en Iowa, aux États-Unis,. Le township est fondé en 1872.

## Source de la traduction
- (en) Cet article est partiellement ou en totalité issu de l’article de Wikipédia en anglais intitulé « Center Township, Calhoun County, Iowa » (voir la liste des auteurs).